# Marco Mengoni
Marco Mengoni (Ronciglione, 1988. december 25. –) olasz énekes, az ország egyik legnépszerűbb előadója, aki a Malmőben tartott 2013-as Eurovíziós Dalfesztiválon vált ismertté Európában.
Az énekest az olasz műsorsugárzó, a RAI belső kiválasztással azután jelölte ki a nemzetközi versenyre, hogy megnyerte a Sanremói Dalfesztivált. Dala, a L’essenziale (magyarul: A lényeges) címet viseli, és 2013. március 18-án mutatták be mint az eurovíziós versenydalát. Olaszországban 2009-ben az X Factor című tehetségkutató harmadik szériájának győzteseként vált ismertté. 2010-ben vett részt először a Sanremói Dalfesztiválon, ahol rögtön a harmadik helyen végzett Credimi ancora című dalával. Az MTV Europe Music Awards 2010-en a legjobb olasz előadónak választották meg, majd a legjobb európai előadó címet is megszerezte. 2019 óta a National Geographic Magazine Plastic or Planet kampányának olasz nagykövete.

## Életrajza

### Kezdetek
Kiskora óta érdeklődött a zene iránt. 14 évesen, miközben ipari formatervezést tanult a középiskolában, beiratkozott egy zeneiskolába, ahol az énektanárja úgy döntött, hogy belépteti egy öttagú vokálegyüttesbe. A együttessel kisebb bárokban fel is léptek. 16 évesen szólókarrierbe kezdett és folytatta fellépéseit a helyi bárokban. 19 évesen, a középiskola befejezése után Rómába költözött, ahol egyetemi tanulmányait kezdte meg, emellett hangmérnöki képzésen vett részt. Tanulmányai mellett bárokban csaposként és fellépőként is dolgozott.
2013 óta Milánóban él.

### X Factor Italia
2009-ben az olasz X Factor harmadik szériájába jelentkezett, ahol aztán a 16 és 24 év közöttiek kategóriájában szállt versenybe a többi versenyző ellen, a mentora Morgan volt. Az élő műsorok során több műfajú dalt is előadott. Felénekelte Michael Jackson Man in the mirror című dalát, Duran Duran Notoriusét, vagy David Bowie Ashes to ashes című dalát. Olasz előadók közül Lucio Battisti Iniseme a te sto bene és Mia Martini Almeno tu nell'universo című dalát.
December 2-án került sor a fináléra, ahol Marco a szavazatok 52%-ával került ki győztesként, maga mögé utasítva Giuliano Rassut. A verseny után szerződést kötött a Sony Music kiadóval, melynek segítségével népszerűségre tett szert Olaszországban.
December 3-án kiadta Dove si vola című dalát, melyet az X-Faktor végén is előadott, mint a Győztes dala. A dal az első helyre jutott az olasz kislemez-eladási listán. December 4-én jelent meg első középlemeze ugyanazzal a címmel, ami aztán a platinaminősítést is elérte Olaszországban.

### Re matto (2010)
Az X Faktor megnyerése után egy percre sem pihent meg az énekes. 2010 februárjában részt vett a 60. Sanremói Dalfesztiválon Credimi ancora (Higgy nekem újra) című dalával. A dalt Marco írta Piero és Massimo Calabrese, valamint Stella Fabiani producerek segítségével. A dalfesztiválon dobogós helyezést ért el: harmadik lett, ám a dal a platinaminősítést is elérte.
Még ugyanabban a hónapban kiadta második EP-jét, Re matto (magyarul: Őrült király) címen, melyen megtalálható a dalfesztiválon előadott szám is. A lemez az első helyen debütált Olaszországban, valamint négy hétig vezette is az albumeladási listát. 2010 nyarán Marco turnéra indult. További két kislemez került kiadásra az albumról: Stanco (Deeper Inside) és az In un giorno qualunque (Egy átlagos napon) . 2010-ben számos díjjal gazdagodott Mengoni: elnyerte az év férfija díját a TRL-gálán, valamint lemezei miatt is kapott több zenei elismerést is. Megkapta az MTV Europe Music Awards díját a legjobb európai előadó kategóriájában.

### Solo 2.0 (2011–12)
Első, teljes hosszúságú stúdióalbuma 2011 szeptemberében jelent meg Solo 2.0 elnevezéssel. Szeptember 2-án adta ki az első kislemezt az albumról Solo (Vuelta al ruedo) címen. Korábbi munkáihoz hasonlóan ez az album is az első helyen debütált az eladások terén. A dalok nagy részét maga Marco írta. Októberben kiadta a második kislemezt, Tanto il resto cambia néven, a harmadik pedig a Dall'inferno lett. Novemberben újabb turnéra indult, hogy albumát reklámozza. Decemberben a Solo 2.0 aranylemez lett Olaszországban.

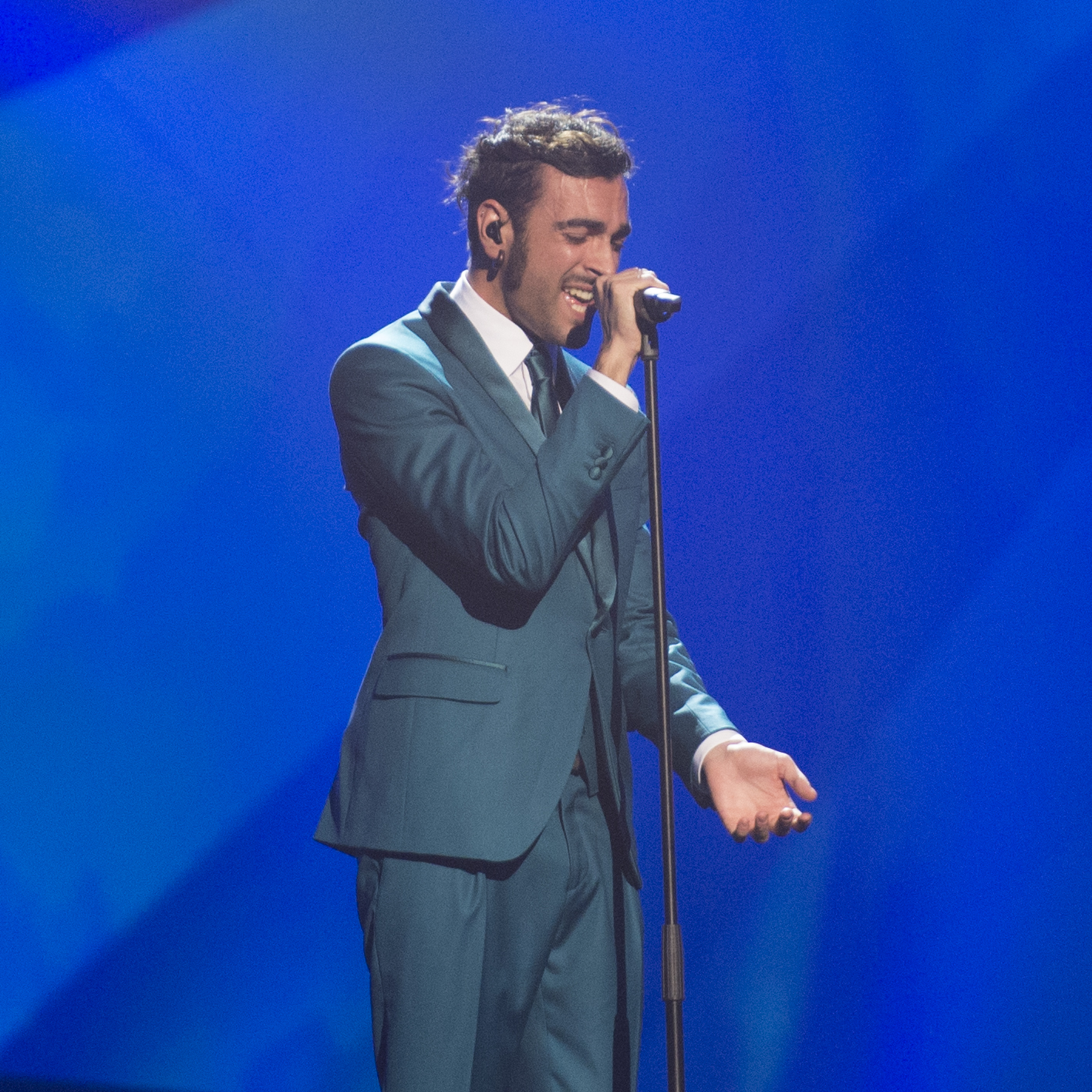
Marco Mengoni a 2013-as Eurovíziós dalfesztiválon

Többek között Marco is közreműködött it:Lucio Dalla, olasz énekes és dalszerző válogatásalbumán, a Questo amorén. A Meri Luis című duett felvételén vett részt Marco.

### Eurovíziós Dalfesztivál, Pronto a correre (2013–14)
Marco miután megnyerte a 63. Sanremói Dalfesztivált L’essenziale (A lényeg) című dalával, a RAI televíziós-csatorna őt választotta ki, hogy képviselje Olaszországot a 2013 májusában megrendezett Eurovíziós Dalfesztiválon, Malmőben. Mivel Olaszország az alapító országok közé tartozik a nemzetközi versenyben, Marco automatikusan a döntőbe jutott, ahol aztán végül a hetedik helyen végzett a huszonhat résztvevőből álló mezőnyben. L’essenziale című dala első lett Olaszországban, de több résztvevő ország letöltési listáján is megjelent a verseny után. Olaszországban nyolc hétig vezette a listát.
A Los 40 spanyol rádiónak egy 2019-ben adott interjúban elmondta hogy "az Euróvíziónak köszönhetően a zenéim Olaszországon kívül is érdekessé váltak, a fesztivál alatt felhívott engem a Sony España és egy spanyol nyelvű lemez elkészítését ajánlották fel nekem." 
2013. március 19-én adta ki második stúdióalbumát, Pronto a correre (Kész vagyok futni) címen. Az album az első helyre került hazájában, valamint jelölést is kapott a World Music Awards-gáláján 2013-ban a Világ legjobb albuma kategóriában. Az albumról kiadta kislemezként a címadó, Pronto a correre című dalt, amit a Non passerai követett. Mindkettő sikeres volt Olaszországban.

### Parole in circolo, Le cose che non ho (2015–16)
2015-ben adta ki következő stúdióalbumát, Parole in circolo címen. Az album első kislemeze 2014 novemberében jelent meg Guerriero néven. Harmadik stúdióalbuma óriási siker lett, már az első héten megkapta az arany minősítést Itáliában. A második héten már el is érte a platinaminősítést. Guerriero (Harcos) című dala pedig háromszoros platina lett. Ez a dal drámai hangvételű, ugyanis az iskolai erőszakról szól. A klipben szereplő kisfiút egy "harcos" védi meg és bátorítja, hogy álljon ki magáért, aki jelen esetben az énekes. Kislemezként továbbá kiadta az Esseri umani és az Io ti aspetto című dalokat is.
Októberben jelentette be következő albumának első kislemezét, a Ti ho voluto bene veramente (Én tényleg szerettelek téged) címűt. December 4-én adta ki negyedik stúdióalbumát, Le cose che non ho (A dolgok, amik nekem nincsenek) címen. Az album még a korábbi albumának sikerét is felülmúlta, egy hét alatt platina lett Olaszországban, egy hónap alatt pedig több mint 100 ezer példányt vásároltak meg belőle.
2016-ban a Parole in circolo spanyol nyelvű változata jelent meg Liberando palabras címen. Ez volt az első, csak spanyol nyelvű dalokat tartalmazó lemeze.
2017-ben jelent meg a Come neve című dala, amiben Giorgia énekesnővel énekelt duettet.

### Atlantico (2018)
A legújabb lemeze 2018. október 19-én jelentek meg az Atlantico lemez előfutáraként a Voglio (Akarok) és a Buona vita (Jó élet) dalok kislemezen. A Buona vita videóklipjét Kubában forgatták. 
November 29-én Marco a milánói Stazione Centrale pályaduvaron tartott promociós koncertet, ahol az új albumból énekelt a sajtó képviselői előtt, majd 1 nappal később 
november 30-án jelent meg hivatalosan az Atlantico lemez. Ezen a napon jelent meg az Hola (I say) olasz-angol nyelvű dala kislemezen, amin duetett énekel Tom Walker brit énekes-zenésszel. A dalhoz tartozó videóklipet Torinóban forgatták.
Az album elkészítése két és fél évbe tellett, hiszen Marco helyi zenéket próbált belevinni a dalokba. A Radio Italiának adott interjúban elmondta hogy "Új helyre szerettem volna utazni. Két és fél éve hagytam fel az utolsó projektemmel. Kimerült voltam és új inputokra volt szükségem és vágytam rá. Átrepültem a világ második legnagyobb óceánját, innen kapta a nevét az album. Elmentem Kubába, ahol párszor autostoppoltam és sok mindent meséltek nekem." A másik fő utazási élménye New York volt: "Ez a város tele van energiával, ahol sok kérdésed lehet és sok választ is kaphatsz. Egyedül éreztem magam egy kultúrával teli helyen és olvasztótégelyben. Ezután Portugália volt soron, ami miatt az Amalia dalom készült fadoval, majd az Egyesült Arab Emirátusok és Tanzánia következett." 
2019-ben a National Geographic magazin Planet or plastic kampányának olasz nagykövete lett. 2019 áprilisában jelent meg a Muhammad Ali című dala kislemezen valamint videóklip is készült. A klipet Marco szülővárosában, Ronciglioneban forgatták, a város egyik elismert zenekarával, az Alceo Cantinai közreműködésével.

### Materia (2021-)
2021. december 3-án adta ki hatodik, Materia című albumát, amelyet a Ma stasera és a Cambia un uomo című dalok megelőztek kislemezként. 2023-ban részt vett a Sanremói Dalfesztiválon, amit megnyert a Due vite (Két élet) című dalával, 10 évvel korábbi győzelme után,  így ismét ő képviselhette Olaszországot Liverpoolben a 2023-as Eurovíziós Dalfesztiválon. A verseny döntőjében a negyedik helyen végzett.

## Hangterjedelme és kedvenc énekesei
Az ő hangját tipikusan a soul és a pop-rock stílussal szokták azonosítani. Mario Lugazzo Feriz kritikus szerint "az ő hangjában a blues eredeti és a szokott kissé eltérő árnyalata hallható".
Marco éneklésében jellemző, hogy hangját elnyújtja és ezt a nyújtás képes megtartani. Mina énekesnő egy interjúban megjegyezte róla, hogy "ő egy bombasiker", amikor a 2010-es Sanremói Dalfesztiválon való szerepléséről beszélt. Lucio Dalla úgy jellemezte őt mint "egy rendkívüli művész, az elmúlt évek egyik legjobbja" és hozzátette "a személyisége nemzetközi, nekem olyannak tűnik, mintha Prince lenne".
Marco többször is kijelentette, hogy énekesi munkásságára nagy hatást gyakorolt David Bowie, Renato Zero és Michael Jackson dalai.

## Díjak, elismerések
Számos zenei díjjal rendelkezik, a fontosabbak:
- 2009: X Factor Italia győztese és a kritikusok díjának győztese
- 2010: TRL-díj (Az év férfija), MTV Europe Music Award (EMA) (Legjobb olasz előadó), MTV EMA (Legjobb európai előadó)
- 2012: A Lorax című animációs filmben Valahász olasz szinkronhangjaként kapta a Leggio d'oro (Arany Olvasópolc) díjat.[10]
- 2013: Sanremói Dalfesztivál győztese, MTV EMA (Legjobb olasz előadó), Eurovíziós Dalfesztivál rádiós díja (Legjobb férfi előadó)
- 2015: MTV EMA (Legjobb olasz előadó), MTV EMA (Legjobb európai előadó)
- 2023: Sanremói Dalfesztivál győztese

## Diszkográfia

### Stúdiólemezek
- Solo 2.0 (2011)
- #prontoacorrere (2013)
- Parole in circolo (2015)
- Le cose che non ho (2015)
- Atlantico (2018)

### Középlemezek
- Dove si vola (2009)
- Re matto (2010)
- Dall’inferno (2012)
- Natale senza regali (2013)
- Pronto a correre Spain (2014)
- Onde (2017)

### Koncertlemezek
- Re matto live (2010)
- Marco Mengoni live (2016)

## Turnék
- Re matto Tour (2010)
- Solo Tour 2.0 (2011)
- Tour teatrale (2012)
- L’essenzialee Tour (2013)
- Mengoni Live 2015 (2015)
- Mengoni Live 2016 (2016)

## Fordítás
- Ez a szócikk részben vagy egészben  a   Marco Mengoni című német Wikipédia-szócikk fordításán alapul.  Az eredeti cikk szerkesztőit annak laptörténete sorolja fel. Ez a jelzés csupán a megfogalmazás eredetét és a szerzői jogokat jelzi, nem szolgál a cikkben szereplő információk forrásmegjelöléseként.
- Ez a szócikk részben vagy egészben  a   Marco Mengoni című angol Wikipédia-szócikk fordításán alapul.  Az eredeti cikk szerkesztőit annak laptörténete sorolja fel. Ez a jelzés csupán a megfogalmazás eredetét és a szerzői jogokat jelzi, nem szolgál a cikkben szereplő információk forrásmegjelöléseként.
- Ez a szócikk részben vagy egészben  a   Marco Mengoni című olasz Wikipédia-szócikk fordításán alapul.  Az eredeti cikk szerkesztőit annak laptörténete sorolja fel. Ez a jelzés csupán a megfogalmazás eredetét és a szerzői jogokat jelzi, nem szolgál a cikkben szereplő információk forrásmegjelöléseként.